# Cerkljansko hribovje
Cerkljansko hribovje (Berg- oder Hügelland von Cerkno), historische Bezeichnung Bergland von Kirchheim, ist die slowenische Bezeichnung für ein  mittelgebirgiges Hügelland am südöstlichen Rand der Julischen Alpen respektive Nordrand des Karsts im Südwesten Sloweniens.

## Landschaft
Cerkljansko hribovje ist eine Übergangsregion zwischen der alpinen und der dinarischen Landschaft und liegt auf dem Gebiet der Gemeinde Cerkno im Nordwesten Sloweniens.  
Cerkljansko hribovje wird als eine Gruppe voralpiner Hügel klassifiziert, im Osten und Norden grenzt die Region an die Škofjeloška-Hügel, im Nordwesten an die Baška grapa und im Süden geht es in das Hügelland von Idrija und Šentviška gora über. Der höchste Gipfel des Cerkno-Berglandes ist der Porezen (1630 m. i. J.). 
Die wichtigsten geologischen Sehenswürdigkeiten sind die Ravenska-Höhle und die archäologische Stätte Divje Baba (Höhle unter Šebreljami). Während des Zweiten Weltkriegs wurde in der Pasica-Schlucht das Partisanenkriegskrankenhaus Franja eingerichtet. 
Das Zentrum von Cerkljansko hribovje ist das Dorf Cerkno. Das touristische Winterangebot wird hauptsächlich vom Skigebiet Cerkno pod Črni vrhom (1291 m. i. J.) angeboten.